# 佼成霊園
佼成霊園（こうせいれいえん）は、東京都東大和市にある立正佼成会唯一の公園墓地である。敷地の一部は、武蔵村山市に跨っている。

## 沿革
1951年5月4日に「会員各家の永遠に変わらぬ信仰心と、先祖を敬う心を高めるため、名実とも理想的な墓地」として、地方から移住した信者や、墓地の取得が困難な信者のために開園した。1957年7月5日には、万霊供養塔が除幕され、9月27日には、立正佼成会元副会長である脇祖・長沼妙佼が埋葬された。1967年に無縁共同墓地が、1974年6月20日に仏舎利塔・納骨堂としての役割を持つ「聖霊殿」が完成し、1994年11月22日に本堂が完成した。
2000年10月1日に立正佼成会の開祖である庭野日敬が埋葬され、2006年4月13日には庭野日敬の生誕100周年を記念して墓所が建てられた。2013年5月31日から永代供養墓として聖霊殿の改築工事が開始された。2014年3月31日には永代供養墓としての合祀墓「光明陵」の建造が開始され、4月26日には聖霊殿と光明陵が完成した。
2023年12月に立正佼成会から立花産業株式会社へ事業移管。

## 施設

### 本堂
1994年に建設された霊園の中心となる建物であり、礼拝室や法事室が存在する。南側正面には本尊があり、ガラス越しに参拝ができる。毎日9時に読経が行われる。1階は休憩所、売店、管理事務所があり、2階には埋葬式や年忌が行われる法事会場がある。

### 開祖さまご墓所
開祖・庭野日敬の埋葬式が行われた場所であり、教徒から「開祖さまご墓所」と呼ばれている。庭野日敬生誕100周年を記念して、脇祖さまご墓所と同様に宝塔をかたどった石塔が建立され、2006年に建墓式が行われた。納骨室の底には如来寿量品の写経である『経石』が納められている。

### 脇祖さまご墓所
教徒から「脇祖さまご墓所」と呼ばれている場所である。脇祖・長沼妙佼の一周忌にあたり建墓式が行われた。開祖の新たな石塔建立により、石塔の正面に法号が刻まれた。宝塔をかたどった石塔は庵治石で造られ、納骨室の底には生前好まれたとされる千葉県小湊町鯛の浦の五色の砂が敷かれ、『経石』が納められている。

### 万霊供養塔
「法華教の教えに基づき、生きとし生けるすべてのものに感謝の真心をささげ、霊の成仏を祈念する」という目的の元、1957年に建立された。建立から50年目にあたる2006年に、開祖の新たな石塔建立により再建された。供養塔の文字は開祖・庭野日敬が書いた文字を転写したものである。

### 聖霊殿
初代聖霊殿は1974年に仏舎利塔・納骨堂として建てられ、中には開祖・庭野日敬がインドから頂いた仏舎利が安置されていた。改築前は一時的な遺骨預かりとしての納骨堂として利用されていた。2014年に永代供養墓の中心的な供養や、光明陵に納めるまでの納骨堂として新築された。本尊の像の勧請と、永代供養墓納骨者の戒名を過去帳に記載して安置し、33回忌が終わるまで供養が続けられる場所として利用されている。

#### 礼拝室・ご宝前
永代供養の中心となる場所。永代供養墓に納めた霊位の戒名を過去帳に記載し、三十三回忌を終えるまで安置する。

#### 地下納骨室・納骨壇
預かった遺骨を納める場所。それぞれに花の名前がつけられている。遺骨は光明陵に移す年度ごとに分けられて納められている。

### 光明陵
永代供養墓の遺骨を粉骨して納める場所。会長・庭野日鑛が命名した。製作者はイサム・ノグチのパートナーだった和泉正敏である。
正面には会長・庭野日鑛直筆の「光明陵」が刻まれた香炉がおかれ、左右に献花台が設けられている。周りには、芝生、梅の木、桜の木などが植えられている。中心には初代聖霊殿に安置されていた仏舎利が安置されている。地下は約5mの納骨室になっており、永代供養の遺骨を粉骨し、光明陵の中に納め土に返すことになる。霊園は、想定では1基で約1万体の遺骨を納めることが可能であるとしている。

## 墓地
開園時、開祖・庭野日敬の願いから、全ての墓が「東向き」か「南向き」となっている。ゆったりした環境で墓参ができるように、区画を広く設定している。5m²の区画がもっとも多く、3.3m²、8.2m²、11m²、12m²の区画も合わせて約7,500区画の墓地がある。墓地には、本堂で行われる読経の声が流れる。

## 永代供養墓
聖霊殿と光明陵を合わせて「開祖・庭野日敬、脇祖・長沼妙佼とともに　そして永遠にサンガに囲まれ、サンガに護られて眠る」という願いのもと設置された。希望する人の遺骨を受け入れ、戒名を過去帳に記載して聖霊殿に安置し、供養する仕組みである。収蔵期間が終わった後は「最後は土に返す」という教えのもと、粉骨して光明陵に合祀する。一回忌から三十三回忌まで霊園主催の合同年回忌法要を行い、三十三回忌が終わった後も「光明陵埋葬者諸精霊」として聖霊殿に安置し、年に一度、合同法要が行われる。